# Limassolla galewskii
Limassolla galewskii är en insektsart som beskrevs av Irena Dworakowska 1969. Limassolla galewskii ingår i släktet Limassolla och familjen dvärgstritar. Inga underarter finns listade i Catalogue of Life.